# Вяловское водохранилище
 Вя́ловское водохранилище (укр. В’я́лівське водосховище) — небольшое русловое водохранилище на реке Вялый, расположено в Харьковской области. Площадь водосборного бассейна — 62,0 км². Высота над уровнем моря — от 130,3 м в 1937 до 133,1 м в 1990 году.

## Описание
Вяловское водохранилище имеет следующие характеристики:
- объём 10 млн м³,
- площадь 1,74 км²,
- длина 5 км,
- максимальная ширина 0,6 км,
- нормальный подпорный уровень - 133,1 м над уровнем моря (в 1990 году)[2], 130,3 м в 1940 году,[3]
- назначение — техническое водоснабжение города Харькова, орошение,
- вид регулирования — сезонное,
- минимальный подпорный уровень - 120,6 м.[2]

Водохранилище расположено в Харьковском районе Харьковской области. 
Плотина водохранилища расположена у посёлка Циркуны, в 3 км от устья реки Вялый.
Водохранилище было построено в 1932 году трестом "Водострой", как резервное водохранилище для города Харькова, одновременно с Лозовеньковским водохранилищем; в 1968 году водохранилище было реконструировано. 
Вяловское водохранилище соединяется с Печенежским водохранилищем и городом Харьков подземными водоводами.
В семидесятые годы XX века резервный комплекс был дополнен Муромским и Травянским водохранилищами.